# Ozero Beloje (sjö i Belarus, Brests voblast, lat 51,82, long 23,71)
Ozero Beloje (ryska: Озеро Белое) är en sjö i Belarus.   Den ligger i voblasten Brests voblast, i den västra delen av landet, 400 km sydväst om huvudstaden Minsk. Ozero Beloje ligger 148 meter över havet. Arean är 0,29 kvadratkilometer. Den sträcker sig 0,8 kilometer i nord-sydlig riktning, och 0,6 kilometer i öst-västlig riktning.
I omgivningarna runt Ozero Beloje växer i huvudsak blandskog. Runt Ozero Beloje är det ganska tätbefolkat, med 166 invånare per kvadratkilometer.